# Tuti Bika
Tuti Bika, död 1786, var en azerisk kunglig gemål. 
Hon var syster till Amir Hamza och gift med monarken Fatali Khan av Qubakhanatet. Hennes make anförtrodde henne ansvaret för staden Derbent och hon organiserade försvaret av staden mot hans fiender under nio månader 1786. 